# Norvège (Epcot)
Le pavillon de la Norvège fait partie du World Showcase d’Epcot, parc à thèmes de Walt Disney World Resort situé à Orlando dans l'État de Floride aux États-Unis.

## Description
Afin d'être le plus réaliste possible, le pavillon de la Norvège à Epcot prend l'aspect d'un village norvégien imaginaire mais composé de réplique de bâtiments réels. Le pavillon ne fut ajouté que le 6 mai 1988. Il s'inspire de villes comme Bergen, Oslo et la vallée de Setesdalsheiene. On y retrouve une réplique de la stavkirke (église en bois) de Hopperstad et de la forteresse d'Akershus à Oslo du XIVe siècle ,. Le pavillon s'étale sur 5 400 m².
La stavkirke se situe à l'entrée nord du pavillon et accueille une exposition. Le reste du pavillon se compose d'espaces inter-connectés se réunissant au bout d'une courte rue et formant l'entrée de l'attraction Frozen Ever After, ouverte en 2016. Auparavant, c'est Maelstrom qui y était situé. Cette première attraction ouvre un peu après, le 5 juillet 1988 et ferme le 5 octobre 2014. L'exposition a changé au cours des années : 
- Mille ans de découverte (jusqu'en 1990) sur les vikings voyageurs maritimes,
- Au bout du Monde (1990 à ?) sur les expéditions polaires.

Derrière l'église se trouvent des toilettes et depuis 1998 une aire de jeux pour enfants au sein d'un drakkar viking à proue en forme de tête de dragon comme ceux du Xe siècle.
L'aile nord comporte un ensemble de boutiques, nommé The Puffin's Roost, tandis que l'aile sud héberge le Restaurant Akershus. Les boutiques sont décorées de grands trolls en bois et vendent des objets norvégiens dont des vêtements traditionnels, des sucreries ou des statues miniatures de trolls. Une petite pâtisserie, Kringla Bakeri Og Kafe s'intercale entre l'église et les boutiques.

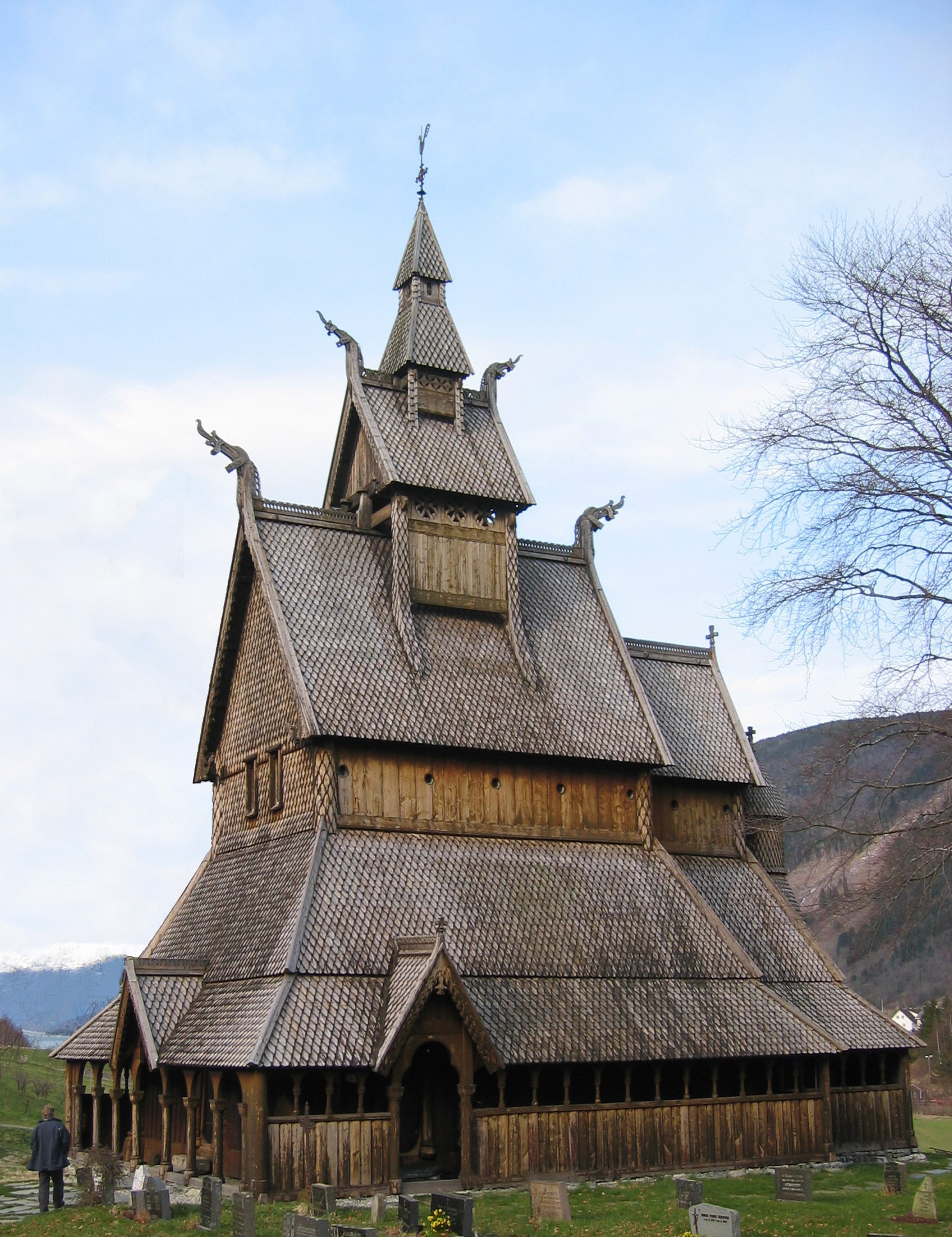
Original de la Stavkirke, église en bois debout, reproduite à l'entrée du pavillon.
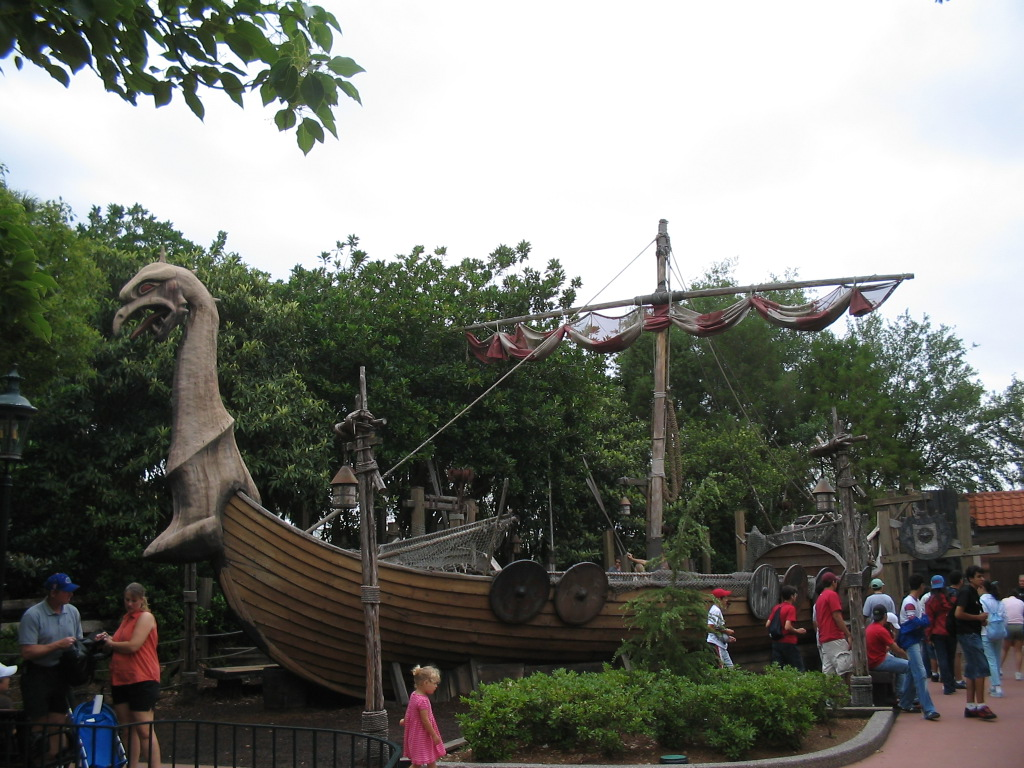
Le bateau Viking

### La Reine des neiges
Le 12 septembre 2014, Disney annonce Frozen Ever After, une attraction basée sur La Reine des neiges dans le pavillon de la Norvège devant remplacer Maelstrom. Le 14 janvier 2015, le permis de construire déposé par Disney révèle de nouveaux détails sur l'attraction La Reine des neiges comme un espace de rencontre avec Elsa et Anna derrière la stavkirke,. L'attraction sera ouverte le 21 juin 2016.